# Elbeuf-sur-Andelle
Elbeuf-sur-Andelle är en kommun i departementet Seine-Maritime i regionen Normandie i norra Frankrike. Kommunen ligger i kantonen Darnétal som tillhör arrondissementet Rouen. År 2022 hade Elbeuf-sur-Andelle 446 invånare.

## Befolkningsutveckling
Antalet invånare i kommunen Elbeuf-sur-Andelle
| Referens: INSEE |